# روبرت إل. هال
روبرت إل. هال (بالإنجليزية: Robert L. Hall)‏ هو عالم إنسان أمريكي، ولد في 8 فبراير 1927 في غرين باي في الولايات المتحدة، وتوفي في 16 مارس 2012 في Libertyville, Illinois ‏ في الولايات المتحدة.